# Џош Хартнет
Џошуа Данијел Хартнет (енгл. Joshua Daniel Hartnett; Сан Франциско, 21. јул 1978) амерички је глумац. Прославио се већ после своје прве улоге у филму Ноћ вештица 7: Двадесет година касније из 1998. године.

## Детињство
Хартнет је рођен рођен 21. јула 1978. године у Сан Франциску у Минесоти (САД) и детињство је провео са оцем, Данијелом Хартнетом, и маћехом Моли. Има млађу полу-сестру Џесику и полу-браћу Џека и Џоа. Ирског је порекла. У средњој школи се бавио фудбалом, али је престао због повреде колена. Свој први посао је добио у локалној продавници. Такође је радио у Макдоналдсу и Бургер Кингу пре него што је започео глумачку каријеру. Постао је вегетаријанац са 12. година. Такође је велики фан џез музике.

## Филмографија
| Улоге Џоша Хартнета |                                        |                 |                                |          |
| Година              | Српски назив                           | Изворни назив   | Улога                          | Напомена |
| 1998.               | Ноћ вештица 7: Двадесет година касније |                 | Џон Тејт                       |          |
| 1998.               |                                        |                 | Bill                           |          |
| 1998.               | Факултет страха                        |                 | Зик Тилер                      |          |
| 1999.               | Смрт недужних                          |                 | Trip Fontaine                  |          |
| 2000.               |                                        |                 | Jasper Arnold                  |          |
| 2001.               |                                        |                 | The Neighbor                   |          |
| 2001.               |                                        |                 | Gianni                         |          |
| 2001.               |                                        |                 | Brian Allen                    |          |
| 2001.               |                                        |                 | Tom Stoddard                   |          |
| 2001.               | Перл Харбор                            |                 | Capt. Danny Walker             |          |
| 2001.               |                                        |                 | Hugo Goulding                  |          |
| 2001.               | Пад црног јастреба                     | Black Hawk Down | SSgt. Matt Eversmann           |          |
| 2002.               | 40 дана и 40 ноћи                      |                 | Matt Sullivan                  |          |
| 2003.               |                                        |                 | Det. K.C. Calden               |          |
| 2004.               |                                        |                 | Метју                          |          |
| 2005.               | Град греха                             |                 | The Man                        |          |
| 2005.               |                                        |                 | Donald Morton                  |          |
| 2006.               | Срећни број Слевин                     |                 | Slevin Kelevra                 |          |
| 2006.               | Црна далија                            |                 | Ofcr. Dwight "Bucky" Bleichert |          |
| 2007.               | Ускрснуће шампиона                     |                 | Ерик Кернан                    |          |
| 2007.               | 30 дана ноћи                           |                 | Ебен Олесон                    |          |
| 2008.               | Август                                 |                 | Том Стерлинг                   |          |
| 2009.               |                                        |                 | Kline                          |          |
| 2010.               |                                        |                 | The Drifter                    |          |
| 2011.               |                                        |                 | Sev                            |          |
| 2015.               | Дивљи коњи                             |                 | Кеј-Си Бригс                   |          |
| 2023.               | Операција Фортуна: Превара века        |                 | Дени Франческо                 |          |
| 2023.               | Опенхајмер                             |                 | Ернест Лоренс                  |          |
| 2024.               | Замка                                  |                 | Купер Абот                     |          |